# Lưu Phước Tường
Lưu Phước Tường (劉福祥; ? - 1819) là một danh thần triều Nguyễn trong lịch sử Việt Nam. Tháng 2 (âm lịch) năm Kỷ Mão (1819), ông bị xử chém chết vì phạm tội "tham nhũng".

## Tiểu sử
Lưu Phước (hay Phúc) Tường là người huyện Bình Dương, phủ Gia Định; nay thuộc Thành phố Hồ Chí Minh.

### Theo chúa Nguyễn dựng nghiệp
Thời trai trẻ, ông gia nhập quân đội của chúa Nguyễn Phúc Ánh, dần trải tới chức Cai đội.
Tháng 2 (âm lịch) năm Kỷ Mùi (1799), ông được sung chức Phó sứ, để cùng với Chánh sứ Nguyễn Văn Thụy (tức Nguyễn Văn Thoại), đem "quốc thư sang nước Xiêm, nói với Xiêm đem quân đánh Chân Lạp (Campuchia), Vạn Tượng (Lào) đi xuyên đàng thượng đạo xuống tỉnh Nghệ An để trợ thanh thế cho mình (đánh nhau với quân Tây Sơn). Vua Xiêm bằng lòng" . Khi về, Lưu Phước Tường được phong chức Điển quân, rồi cùng ông Thụy (Thoại) đi thượng đạo chiêu dụ nước Vạn Tượng động binh .
Đầu năm Canh Thân (1800), hai ông từ Vạn Tượng trở về nước. Sau khi mật tâu mọi việc, ông Thoại được chúa Nguyễn cử giữ chức Thượng đạo Bình Tây tướng quân, rồi sai đi hội với (quân) Vạn Tượng đánh lấy tỉnh Nghệ An. Điển quân Lưu Phước Tường cũng được cử đi theo trợ giúp.
Tháng 6 (âm lịch) năm đó, ông cùng Nguyễn Văn Thoại đem quân cùng quân Vạn Tượng đánh phá dữ dội ở Nghệ An. Tướng Tây Sơn là Đô đốc Nguyễn Danh Lạc và Phò mã Nguyễn Văn Trị đều thua chạy .
Mùa xuân năm Tân Dậu (1801), tướng Thoại bỗng dưng rời bỏ quân ngũ trở về Gia Định mà không có lệnh triệu hồi . Kể từ đó, chỉ còn Lưu Phước Tường chỉ huy đội quân.
Tháng 8 (âm lịch) cùng năm, Nguyễn Ánh thu phục Phú Xuân, Lưu Phước Tường vẫn lo việc đánh phá Nghệ An. Quân Tây Sơn thua luôn, nhưng gặp lúc thời tiết xấu quá, Tường Quang hầu (tước phong của ông Tường, không rõ ông được phong vào lúc nào) không thể ở lâu tại mặt trận này, nên làm kế nghi binh rồi rút lui về Nam bằng đường biển . 
Sách Hoàng Lê nhất thống chí kể: "Sang đầu thu (năm 1801), quan nhà Nguyễn là Tường Quang hầu vâng chỉ ra đánh, để quấy rối trấn Nghệ An. Viên Trấn thủ trấn ấy là Nguyễn Thận sai tướng đón đánh, quân của Thận luôn luôn bị thua. Sau vài ngày, Tường Quang hầu vì mùa lũ lụt không thể ở lâu, bèn đem thuyền cũ cắm ở cửa sông vùng Hương Sơn, đầu và đuôi thuyền bện cỏ làm hình quân lính, cho mặc áo giáp cầm kích, trong thuyền thắp vài đĩa đèn để cho quân Tây Sơn nghi ngờ, rồi nhân lúc đêm tối đem quân bản bộ cưỡi thuyền nhẹ xuôi dòng xuống phía đông, ra cửa Nam Giới, vượt biển mà về Nam. Đến khi quân Tây Sơn biết thì quân của Tường Qaung hầu đã đi được hai ngày rồi"...
Năm Nhâm Tuất (1802), nhà Tây Sơn bị đánh đổ, chúa Nguyễn lên ngôi lấy niên hiệu là Gia Long. Đến tháng Giêng năm Mậu Thìn (1808), nhà vua cho đổi Hoằng Trấn dinh (tức Long Hồ dinh cũ) thành Vĩnh Thanh trấn. Sau đó (không rõ năm nào), Lưu Phước Tường được cử làm Trấn thủ Vĩnh Thanh.
Năm Quý Dậu (1813), ông lãnh nhiệm vụ xây đắp thành Vĩnh Long .
Tháng Giêng năm Bính Tý (1816), lại cử ông làm đốc suất trực tiếp công tác xây thành Châu Đốc  bởi nhà vua nghĩ rằng "Châu đốc là trọng trấn cõi Nam, phải đắp (đồn) mà phòng giữ". Vâng chỉ, ông điều động khoảng 3.000 dân đắp ráo riết thành đến cuối năm ấy thì xong .
Trong khoảng thời gian trên (tháng 9 âm lịch), quan Bảo hộ Chân Lạp là Nguyễn Văn Thoại (tức Thoại Ngọc Hầu) xin từ chức, vua Gia Long liền cho Chưởng cơ Lưu Phước Tường sang thế . Sách Quốc triều sử toát yếu chép:..."Ngài nghĩ rằng bảo hộ là một chức trọng ở ngoài bờ cõi, cho Tường làm Thống chế và cấp ấn "bảo hộ" bằng đồng cho trọng quyền".

### Bị xử chết
Tháng 5 (âm lịch) năm 1817, Lưu Phước Tường phạm tội, bị bãi chức . Tính ra ông lãnh chức Bảo hộ không đầy một năm. GS. Nguyễn Văn Hầu kể:..."trong thời gian ông lãnh chức Bảo hộ, vì dung túng thuộc hạ sách nhiễu dân Miên (Chân Lạp); hơn nữa, khi làm Trấn thủ Vĩnh Thanh, có can vào việc tham nhũng, đến khi ông đổi đi rồi, việc mới phát giác ra. Vì vậy, Lưu Phước Tường phải bị bắt giải về Gia Định xét xử" .
Sau khi xét án, tháng 2 (âm lịch) năm Kỷ Mão (1819), Lưu Phước Tường, Lê Đắc Tần, Trần Bá Bảo đều bị tội chết chém, tài sản bị tịch thu để trả lại cho dân . Theo nhà nghiên cứu Nguyễn Đình Đầu, thì đây là một trong ba bản án "điển hình" ở miền Nam lúc bấy giờ .

## Sử liệu liên quan
Sau khi xử chết Lưu Phước Tường, Lê Đắc Tần và Trần Bá Bảo; vua Gia Long còn ban dụ cho quan và dân trấn Vĩnh Thanh rằng: 
"Trấn ngươi tiếp giáp biên phương, làm phiên lỵ cho Nhà nước; đương khi khởi binh đánh giặc, trấn ngươi là một chiến trường. Ta trọng việc yên dân, cho nên không dám khinh suất dùng người dở; lâu nay mấy người ty mục, ta đều lựa kỹ càng lắm. Ai ngờ bọn Phước Tường riêng bỏ phép công, không kể luật nước, tội chúng nó nặng hơn điều trong luật đã định. Không ngờ gian tham đến như thế! Ta nghĩ trấn ngươi gặp mấy người quan lại độc dữ, lấy làm thương lắm! Bây giờ tiền (của) dân có thể trả được, mà điều khổ (của) dân khó cứu cho lại; sức quân có thể thư được, mà lòng giận (của) chúng khôn giải cho nguôi. Việc đã đến như thế, chỉ có tỏ phép nước để nghiêm quan trường, giết đứa gian tham để cho yên lòng dân mà thôi. Nay bọn Phước Tường đã chịu tội chết chém, ta cũng đã sai quan Tổng trấn tịch ký gia tài trả lại cho dân. Ta cùng dân chúng ngươi giữ phép công Nhà nước, chưa hề tha đứa gian để hại dân bao giờ. Vậy nên báo cáo cho dân chúng ngươi đều hiểu ý ta".